# 안산유소년스포츠타운
안산유소년스포츠타운(安山幼少年스포츠타운, Ansan Youth Sports Town)은 대한민국 경기도 안산시에 있는 스포츠 시설이다. 인조잔디 필드가 갖춰진 축구장 3면이 설치되어 있으며, 2016년에 준공되었다.

## 참고 문헌
- “안산유소년스포츠타운”. 안산도시공사.
- 《2019년 전국 공공체육시설 현황 (2018년말 기준)》. 대한민국 문화체육관광부. 2020.